# Misión de la Chinchona

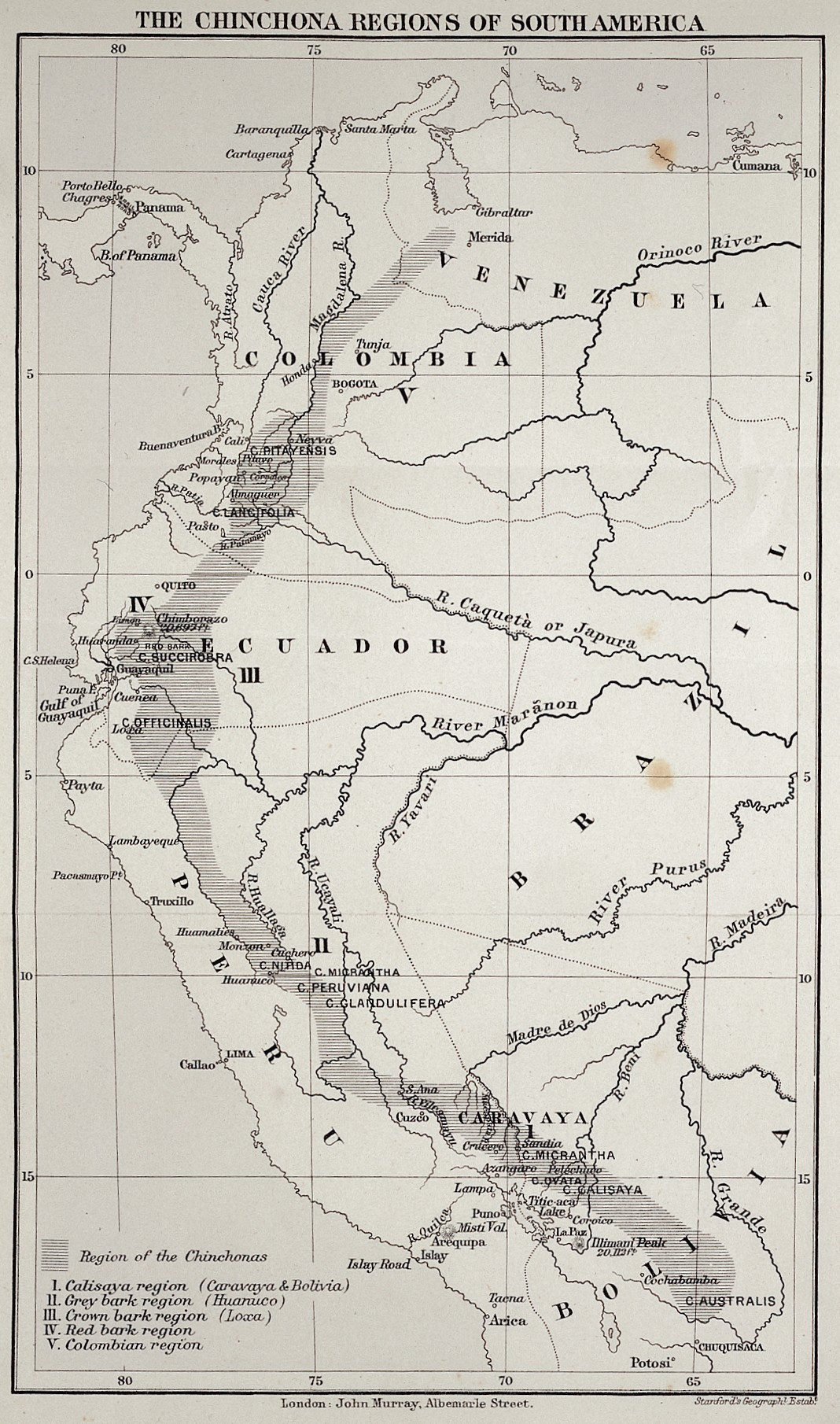
La región de la chinchona en América del Sur.

Las Misiones de la Cinchona desarrolladas desde 1942 hasta 1945, fueron una serie de expediciones dirigidas por Estados Unidos para encontrar fuentes naturales de quinina en Sudamérica durante la Segunda Guerra Mundial.

## Antecedentes
La quina es importante porque en la corteza de las especies del género Cinchona produce el alcaloide quinina, un potente tratamiento contra la malaria. Aunque originaria de Sudamérica, las plantaciones de quina se establecieron en India, Ceilán y las Indias Orientales Holandesas durante el siglo XIX. En 1913, el 95% de la producción de quinina estaba controlada por el Kinabureau [nl] holandés a través de grandes plantaciones en Java.
Con el estallido de la Segunda Guerra Mundial, el suministro de quinina era esencial para el éxito de las operaciones militares. En 1942, la ocupación japonesa de las Indias Orientales Neerlandesas cortó el suministro de quinina a los aliados.
Reconociendo la necesidad de una nueva fuente de quinina, la Junta de Guerra Económica de Estados Unidos estableció un programa bajo la dirección de la Corporación de Suministros de Defensa (DSC). El profesor William C. Steere fue nombrado director adjunto. El objetivo era encontrar suministros de corteza de quina en los Andes para uso militar. Tenía tres objetivos: controlar todos los lugares con quina comercial para su desarrollo a largo plazo; desarrollar plantaciones que pudieran competir con los monopolios establecidos de quina para garantizar los suministros de emergencia; y formar a personas en los países productores para que se hicieran cargo de la industria al final de la participación estadounidense. Seis países firmaron un acuerdo con el DSC: Colombia, Perú, Guatemala, Costa Rica, Ecuador y Bolivia. También se explotarían las poblaciones silvestres de quina. En su punto álgido, hasta 30 botánicos estadounidenses participaron en el programa.

## Misiones exploratorias

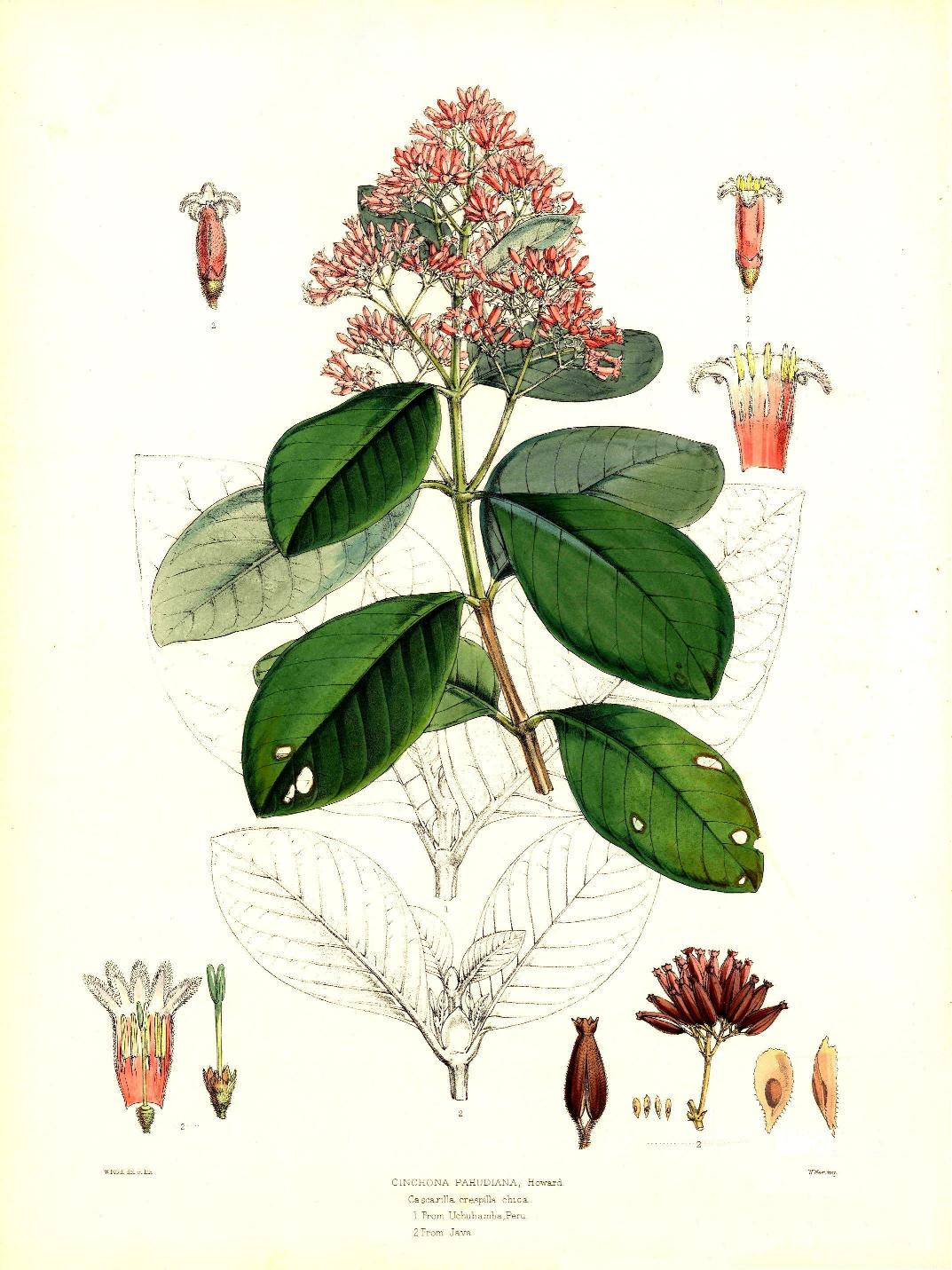
Chinchona pahudiana.

### Colombia
El primer grupo partió hacia Colombia en octubre de 1942. Estaba formado por dos ingenieros forestales, dos botánicos, un químico y un abogado. Este grupo inicial incluía a Steere, Francis Raymond Fosberg y Leslie Holdridge. Al principio, se organizaron dos grupos de campo. Cada equipo contaba con un botánico para identificar las especies de quina, así como con un ingeniero forestal para calcular el volumen de corteza y la logística de la recolección Comenzaron su búsqueda en los bosques húmedos de gran altitud de la Cordillera Oriental y el Río Magdalena, haciendo un inventario de todas las especies disponibles Una vez despejada para la recolección, la corteza de una zona se recogía con mano de obra nativa. Se transportaba a lomos de personas o mulas hasta los ríos y pistas de aterrizaje. Finalmente, llegaba a uno de los laboratorios de campo situados en Bogotá (Colombia), Quito (Ecuador), Lima (Perú) o La Paz (Bolivia). A menudo, la corteza seca se enviaba directamente a América
Con el tiempo, se contrató personal adicional para ayudar en la misión colombiana. Entre ellos estaban Earl Lemley Core, William Brooks Drew, Joseph Andorfer Ewan, Norman Carter Fassett y Harold St. John.

### Ecuador
En 1943, la American Quinine Company organizó una expedición a Ecuador dirigida por el antropólogo Froelich Rainey. Sin embargo, la prospección fue difícil, ya que los bosques de quina de Ecuador eran a menudo remotos e inaccesibles. A mediados de 1943, Ecuador era el segundo mayor productor de corteza de quina de América Latina.
El personal involucrado en las misiones ecuatorianas incluía a Wendell Holmes Camp, William Brooks Drew, Francis Marion Ownbey, Frederick Wilson Popenoe, Gerald Webber Prescott, Misael Acosta Solís, William Campbell Steere, Julian Alfred Steyermark e Ira Loren Wiggins.

## Desarrollo y final de las misiones

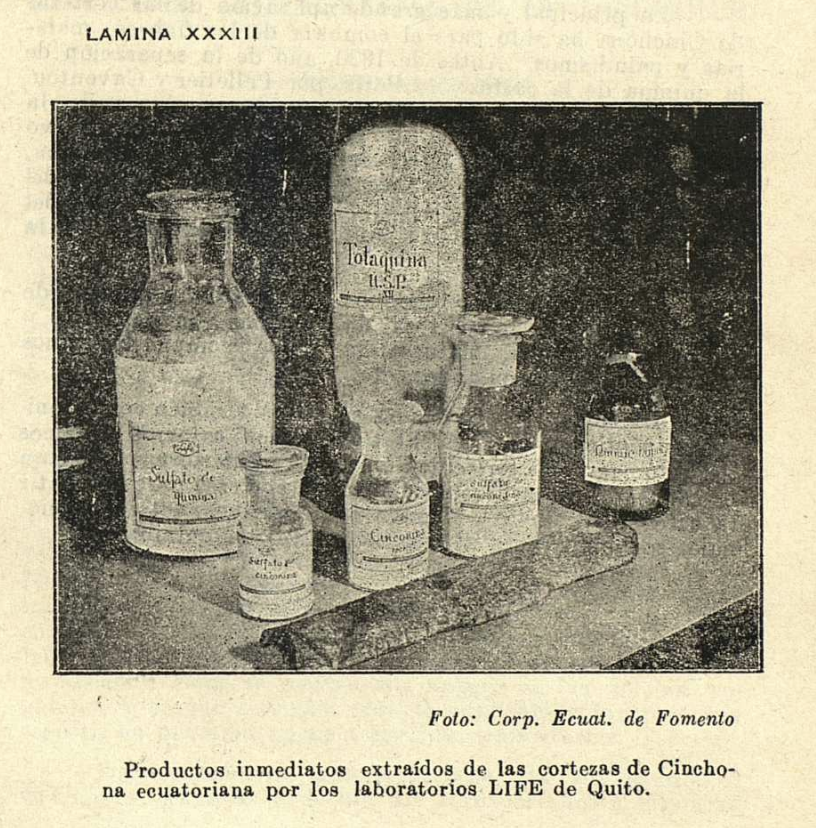
Productos extraídos de la Cinchona ecuatoriana por laboratorios LIFE

La empresa farmacéutica estadounidense Merck and Co. planeó desarrollar la industria de la quina en el hemisferio occidental ya en 1932. Sus investigaciones fueron respaldadas por el Departamento de Estado de EE. UU., el Departamento de Agricultura de EE. UU., el Ministerio de Agricultura, Ganadería y Alimentación de Guatemala y la United Fruit Company. Durante la década de 1930 se establecieron pequeñas plantaciones experimentales en Guatemala y Costa Rica.
Tras el estallido de la guerra, el gobierno estadounidense se hizo con una plantación en El Porvenir, Guatemala, y la convirtió en el mayor vivero de quinas del mundo. Allí se llevaron a cabo investigaciones a gran escala sobre técnicas de propagación y recolección. Se distribuyeron plántulas a otros países cercanos y se establecieron otras plantaciones en México, Costa Rica, Ecuador y Perú. También se explotaron plantaciones antiguas que existían antes de la intervención estadounidense en Perú y Bolivia.
En 1944, los químicos estadounidenses Robert Burns Woodward y William von Eggers Doering sintetizaron con éxito la quinina. Esto, junto con la recuperación de las plantaciones asiáticas y una saludable reserva de productos antipalúdicos en control estadounidense, llevó a la terminación del programa. En total, EE. UU. había importado aproximadamente 40 millones de libras de corteza seca en el transcurso de dos años. El programa cesó sus operaciones el 30 de noviembre de 1945.